# Liu Yunshan
Liu Yunshan (/ljoʊ jʊnˈʃɑːn/ ;[1] chinois simplifié : 刘云山 ; chinois traditionnel : 劉雲山 ; pinyin : Liú Yúnshān ; né en juillet 1947) est un homme politique chinois à la retraite. Il a été membre du Comité permanent du Politburo du Parti communiste chinois, l'organe décisionnel suprême du PCC, entre 2012 et 2017. A cette époque, il était largement chargé du travail du secrétariat du parti, de la supervision de la propagande, de l'endoctrinement idéologique, et de l'organisation du parti. En parallèle, il était président de l'École centrale du parti.
Liu a construit sa carrière en Mongolie intérieure, travaillant d'abord comme enseignant, puis comme reporter de Xinhua, avant d'entrer à la Ligue de la jeunesse communiste et au département de la propagande du parti de Mongolie intérieure. Il a été brièvement secrétaire du parti de la ville de Chifeng, en Mongolie intérieure. Entre 2002 et 2012, Liu a été à la tête du département central de la propagande.
Liu, généralement perçu par les observateurs comme un communiste conservateur et orthodoxe, a supervisé le renforcement progressif des contrôles de l'internet en Chine pendant son mandat, ainsi qu'une réduction générale de la liberté de parole et de la société civile. Il a pris sa retraite en 2017.

## Biographie

### Jeunesse et débuts
Liu est né dans une famille de fermiers ordinaires à Tumed Qi, en Mongolie intérieure ; ses ancêtres remontent à Xinzhou, dans la province de Shanxi. Il a passé plus de vingt ans de sa carrière en Mongolie intérieure. Il a rejoint le Parti communiste en 1971. Il a d'abord travaillé comme enseignant, puis a été « envoyé » faire du travail manuel à la campagne dans le cadre de la révolution culturelle.
Il a suivi des études à temps partiel à l'école normale du district de Jining, dans la ville d'Ulanqab, en Mongolie intérieure. Il a ensuite travaillé au département des relations publiques du gouvernement local de Tumed Qi. Liu Yushan a aloes commencé à travailler comme reporter pour l'agence de presse Xinhua en 1975, rédigeant des articles sur le mode de vie nomade des agriculteurs en Mongolie intérieure et dormant parfois dans des yourtes pour se rapprocher des personnes qui faisaient l'objet de son reportage.
Il a ensuite été promu à un poste de superviseur. Il a ensuite travaillé pour l'organisation provinciale de la Ligue de la jeunesse communiste. En 1985, Liu, âgé de 38 ans, a obtenu un siège de suppléant au Comité central du Parti communiste chinois. En 1986, il devient directeur des relations publiques du gouvernement de l'État de Mongolie intérieure et, en 1987, secrétaire général du comité du parti de Mongolie intérieure, un poste chargé de coordonner l'exécution des politiques.
Entre 1989 et 1992, Liu suit des cours d'administration publique à l'École centrale du parti. En 1991, il devient secrétaire du parti de la ville de Chifeng, dans l'est de la Mongolie intérieure, tout en siégeant au comité permanent du parti de la région autonome, ce qui fait de lui l'un des responsables les plus puissants de Mongolie intérieure à l'époque. Entre 1993 et 2002, il a travaillé à Pékin en tant que chef adjoint du département central des relations publiques, en tant qu'adjoint de Ding Guangen.

### Carrière au sein du politburo
En 2002, lors du XVIe Congrès du Parti, Liu est devenu chef du Département central de la propagande. Bien qu'il ait également obtenu un siège au Politburo au même moment, la direction générale du travail idéologique et de propagande était « supervisée » par Li Changchun, membre du Comité permanent ; Liu n'était donc, à toutes fins utiles, pas le plus haut responsable de la propagande en Chine à l'époque. Liu est également devenu secrétaire du Secrétariat. Il était également membre du XVIIe Politburo du Parti communiste chinois.
Pendant la crise financière mondiale, Liu a vanté le succès de la Chine dans sa réponse à la crise, en contraste avec l'impasse politique occidentale et a déclaré : "Le socialisme à la chinoise a fait preuve d'une supériorité sans pareille et le modèle chinois a fait preuve d'une vigueur et d'une énergie fortes."
Après le 18e Congrès du Parti en novembre 2012, Liu a été élu au 18e Politburo et à son Comité permanent. Liu a accumulé un certain nombre de postes de haut niveau en plus de son rôle de superviseur de la propagande, y compris celui de premier secrétaire du Secrétariat, qui était auparavant occupé par Xi Jinping, devenu secrétaire général du Parti communiste chinois. Liu, considéré comme un partisan de la ligne dure en matière de censure, était vu comme un membre résolument conservateur du Comité permanent qui défendait religieusement l'orthodoxie du Parti. Auparavant, le poste le plus élevé du Secrétariat et le poste de direction de la propagande étaient occupés par des personnes différentes.
Plusieurs théories ont été avancées pour expliquer l'accession de Liu au Comité permanent. Son mandat de deux ans a souvent été cité comme un facteur déterminant. Selon Cheng Li, analyste de la Chine, Liu a été promu grâce au soutien de l'ancien dirigeant Jiang Zemin. D’autres suggèrent que Liu était une force d’équilibre dans la mesure où il avait à la fois l’expérience de la Ligue de la jeunesse communiste et le respect fidèle de l’orthodoxie du parti en tant que conservateur. Le fait que Liu Yunshan ait effectivement réussi à occuper les portefeuilles détenus par deux personnes avant le Congrès est sans doute une indication de l’étendue de son pouvoir. Cependant, contrairement à ses prédécesseurs Xi Jinping et Zeng Qinghong, Liu n’a pas assumé le poste de vice-président comme c’était la coutume pour les deux précédents secrétaires de premier rang du Secrétariat, qui ont été attribués à Li Yuanchao. En 2013, Liu a été nommé l’un des trois chefs adjoints du Groupe de la commission central pour l’approfondissement des réformes.

### Membre du comité permanent du politbureau
Après le XVIIIe Congrès du Parti, Liu est devenu le principal responsable de l'organisation et du personnel du Parti, ainsi que le principal responsable de la diffusion de l'éducation populaire. Durant cette période, Liu a joué un rôle important dans la promotion des concepts du Rêve chinois et de la pensée de Xi Jinping.
En 2013, durant la campagne anti-corruption de l'administration Xi Jinping, Liu a été le plus haut responsable à assister à la réunion de transition au pouvoir, au lendemain du « séisme » politique dans la province du Shanxi, qui a vu la destitution d'un grand nombre de hauts dirigeants provinciaux, dont le secrétaire du Parti du Shanxi, Yuan Chunqing. Le fait qu'un membre du Comité permanent ait assisté à la « réunion de transition » était considéré comme extrêmement inhabituel, car les autorités centrales de Pékin envoient généralement le chef du Département de l'organisation à un tel événement. En novembre 2013, Liu a annoncé que l'École centrale du Parti lancerait un programme de formation sur « la série de remarques importantes du secrétaire général Xi Jinping ». En un an, 2 300 cadres ont terminé le programme.
En mai 2015, Liu a écrit un article dans le Study Times dans lequel il critiquait le fait que la culture politique du Parti communiste ne devait pas devenir trop « laxiste et flexible » et que les membres du parti devaient suivre résolument les règles du parti. Certains commentateurs ont vu dans ces remarques une critique implicite de l'animateur vedette de télévision Bi Fujian, qui avait fait des commentaires critiques à l'égard de Mao qui ont fait surface dans une vidéo en ligne.
En 2015, Liu a dirigé la délégation chinoise en visite en Corée du Nord et a rencontré le premier secrétaire du Parti des travailleurs Kim Jong-un, devenant ainsi le premier membre important du Comité permanent du Politburo à rencontrer le jeune dirigeant nord-coréen. Liu a remis une lettre personnelle du secrétaire général Xi Jinping à Kim Jong-un. Liu et Kim se sont ensuite embrassés devant les caméras dans une démonstration de camaraderie. Liu a également accompagné le dirigeant nord-coréen lors du défilé militaire marquant le 70e anniversaire de la fondation du Parti des travailleurs de Corée. Peut-être en raison de sa grande influence sur les portefeuilles de la propagande et de l'idéologie, Liu a joué un rôle quelque peu inhabituel en représentant les dirigeants chinois lors de réunions avec des entreprises technologiques mondiales. Liu a ainsi rencontré le fondateur de Facebook Mark Zuckerberg en mars 2016, et le PDG de Microsoft Satya Nadella en novembre 2016.
Liu a pris sa retraite lors du 19e Congrès du Parti en 2017.

## Critiques
Liu Yunshan a été critiqué par l'écrivain Tie Liu, dont les travaux ont été publiés par le Centre PEN. Dans un essai intitulé « Nous devons rendre compte des crimes de Liu Yunshan contre la réforme », Tie Liu écrit : « Liu Yunshan est le cerveau derrière la corruption des organes de presse chinois. Il est l'ennemi juré de la voie de la réforme en Chine et le plus grand opposant au gouvernement de Xi Jinping et du Premier ministre Li Keqiang. » Tie Liu affirme également que Liu Yunshan est « moralement dépravé » et qu'il soutient la « clique Bo Xilai-Zhou Yongkang », faisant allusion à Liu comme l'un des principaux gauchistes de Chine (les « gauchistes » peuvent également être compris comme des « maoïstes »). Tie Liu écrit également : « Pendant plus d'une décennie, l'édition et la télévision étant toutes sous le contrôle de Liu Yunshan, il n'y a pas eu un seul journal rapportant la vérité, pas un seul livre qui puisse tenir debout, et pas un seul bon film ou série télévisée. ». Dans le même essai, Tie Liu a exprimé son soutien à d’autres dirigeants, tels que Xi Jinping, Li Keqiang et Wang Qishan.

## Vie personnelle
Liu est marié à Li Sufang (李素芳), qui travaillait à l'Administration de l'aviation civile de Chine. Liu et sa femme ont eu deux fils, Liu Lefei (刘乐飞) et Liu Letting (刘乐亭). Liu Lefei était, en 2014, le vice-président de CITIC Securities. Selon le New York Times, la Deutsche Bank a offert un emploi à l'un des fils de Liu malgré le fait que ce dernier « ne puisse pas répondre à nos critères » dans le but d'embaucher des princes rouges pour gagner des relations.
Son fils a été cité dans les panama papers.